# Anders Frithiof August

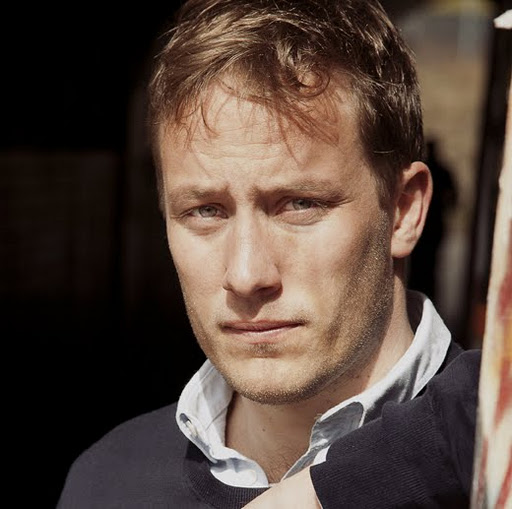
Anders Frithiof August (2014)

Anders Frithiof August (* 15. Juni 1978 auf Kopenhagen) ist ein dänischer Drehbuchautor.

## Leben
Anders Frithiof August ist der Sohn des berühmten Regisseurs Bille August und dessen erster Ehefrau Annie Munksgaard Lauritzen. Seine beiden jüngeren Halbschwestern sind die beiden Schauspielerinnen Asta und Alba August. Sein jüngerer Halbbruder Adam August ist ebenfalls Drehbuchautor. Er absolvierte, wie bereits sein Vater drei Jahrzehnte zuvor, sein Studium an der Den Danske Filmskole.
Bereits kurz nach seinem Studium wurde der von Dorte Warnø Høgh inszenierte Kurzfilm Grisen, an dem August das Drehbuch schrieb, für einen Oscar als Bester Kurzfilm nominiert. Für seine beiden Drehbücher zur Filmbiografie Dirch und zur Komödie Superclassico … meine Frau will heiraten! wurde er jeweils für einen Robert nominiert.
Mit dem Historienfilm Per im Glück arbeitete August zum ersten Mal als Drehbuchautor mit seinem Vater zusammen. Das gemeinsame Drehbuch wurde später ebenfalls für einen Robert als Bestes adaptierte Drehbuch nominiert.

## Filmografie (Auswahl)
- 2008: Grisen
- 2010: Kleine Morde unter Nachbarn (Lærkevej, Fernsehserie, zwei Folgen)
- 2011: Dirch
- 2011: Superclassico … meine Frau will heiraten! (Superclásico)
- 2016: The Model – Schönheit hat ihren Preis (The Model)
- 2018: Per im Glück (Lykke-Per)
- 2019: Britt-Marie war hier (Britt-Marie var här)
- 2021: Erwartung – Der Marco-Effekt (Marco effekten)